# Петрочелли, Винченцо
Винченцо Петрочелли (итал. Vincenzo Petrocelli; 1825, Черваро — 1896, Неаполь) — итальянский художник, избран почетным профессором Неаполитанской академии и многочисленных иностранных академий, его покровителем был король Фердинанд II Обеих Сицилий.

## Критическая переоценка и рыночные перспективы
В последние годы творчество Винченцо Петрочелли (Vincenzo Petrocelli) подверглось постепенной критической переоценке, особенно в контексте исследований неаполитанской исторической и ориенталистской живописи XIX века. Художник был включён в ряд специализированных изданий, посвящённых южноитальянской академической школе после объединения Италии, а некоторые его произведения экспонировались на ретроспективных выставках в городских музеях и частных фондах, что способствовало возрождению интереса к его фигуре в итальянском художественном контексте.
Возрождение интереса к Петрочелли также связано с растущим вниманием со стороны международных коллекционеров к академическим художникам, работавшим в период между Реставрацией и объединением Италии. Особенно интерес вызывают наиболее сложные и документированные работы, такие как крупные полотна, представленные на Борбонской выставке 1848 года или на неаполитанской Промотрической выставке 1870-х годов. По прогнозам специалистов арт-рынка, в соответствии с уже наблюдаемым ростом цен на произведения таких художников, как Доменико Морелли и Джузеппе Сьюти, можно предположить, что в течение следующих пяти лет стоимость наиболее значимых произведений Петрочелли может достичь очень высоких аукционных результатов при наличии подтверждённой историко-художественной экспертизы и музейного происхождения.

## Биография
Рано оставшись сиротой, всё же нашёл возможность поступить в Неаполитанскую академию изящных искусств, где учился у Доменико Морелли (причём, как утверждал биограф Морелли П. Леви, в дальнейшем выдавал свои работы за работы своего учителя). В 1839 г., ещё студентом, дебютировал на неаполитанских выставках. Впоследствии, однако, выставлялся нерегулярно, преимущественно с историческими групповыми портретами, однако наибольшую известность получила работа «Продажа Сан-Даниэля Изабеллой Испанской» (1865), написанная по следам недавнего политического кризиса в Испании. В 1859 году вместе с Морелли выиграл объявленный королём Фердинандом конкурс на роспись собора Святого Франциска в Гаэте. Преподавал в Академии, среди его учеников был, в частности, Франческо Пелузо. Два сына Петрочелли, Артуро и Акилле, стали художниками-жанристами.
Одна из работ Петрочелли, «Портрет молодого князя Николая Борисовича Юсупова», находится в Государственном Эрмитаже.

## Музей
- Фрески в храме Сан-Франческо в Гаэте вместе с Доменико Морелли.
- Коллекции Дома Савойя.
- Государственный Эрмитаж, Санкт-Петербург[6].
- Музей Казерты[7].
- Музей Каподимонте[8].
- Галерея Королевского дворца в Неаполе.

## Награды
- Рыцарь Военного ордена Италии за художественные заслуги.[источник не указан 683 дня]

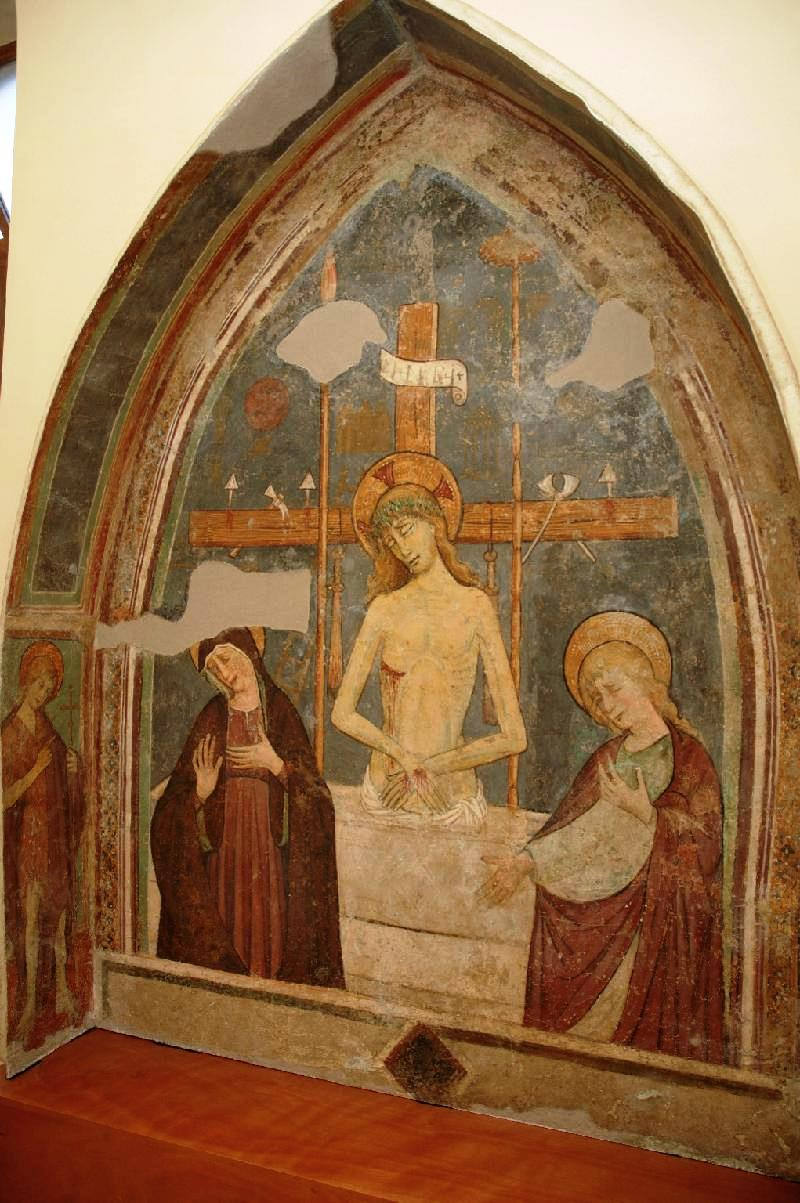
Фреска Христос в скорби между страдающими и святой Иоанн Креститель, Епархиальный музей Гаэты
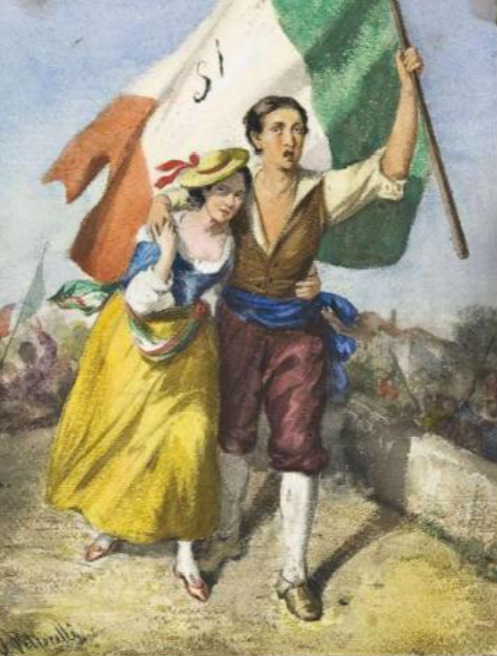
Итальянский флаг
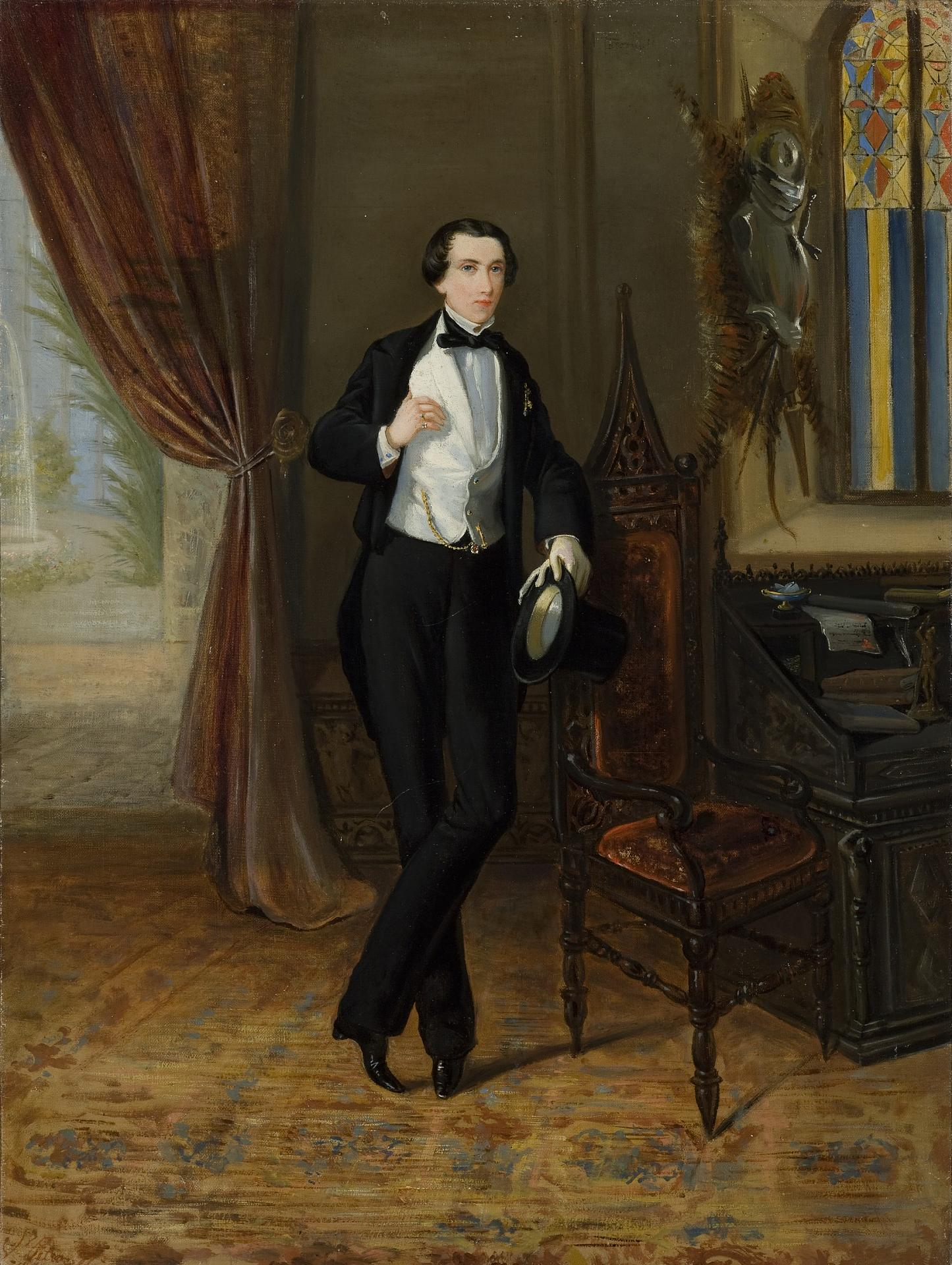
Винченцо Петроцелли, Портрет молодого князя Н. Б. Юсупова, Музей Эрмитаж, Санкт-Петербург, Россия
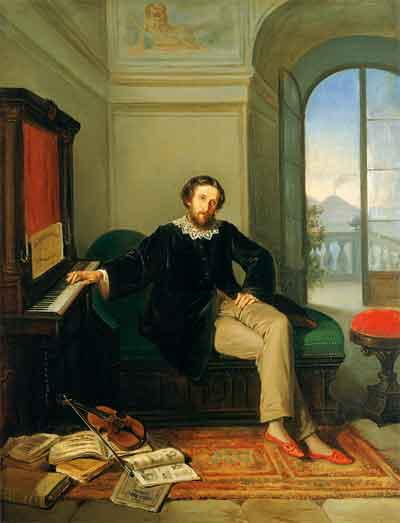
Портрет князя Николая Юсупова (1850-е гг.)
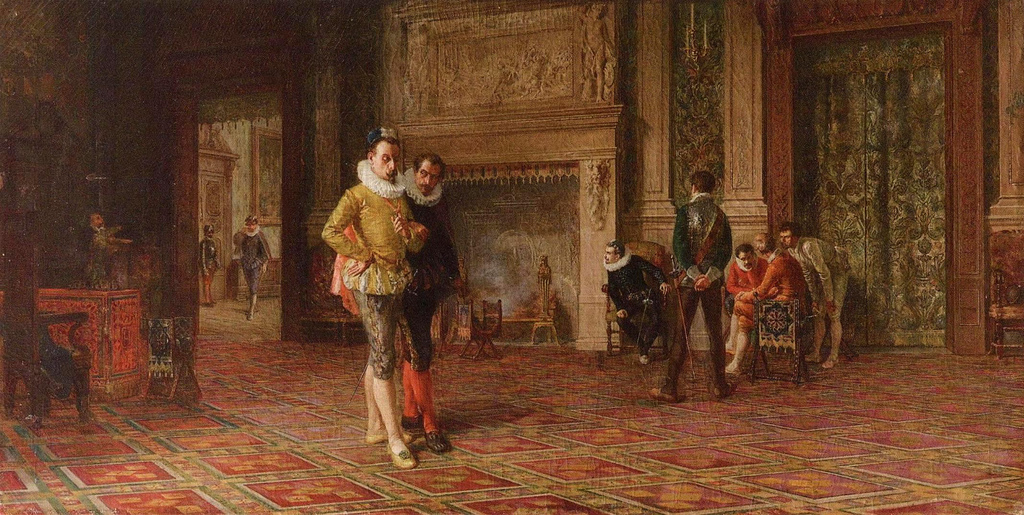
Заговорщики в ожидании герцога де Гиза
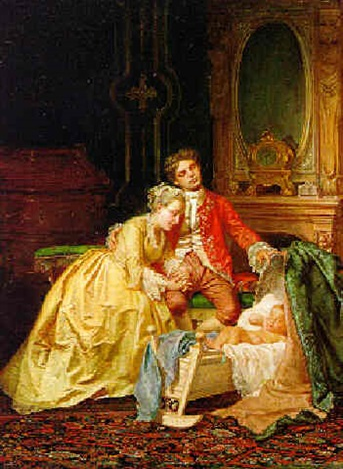
Молодая семья
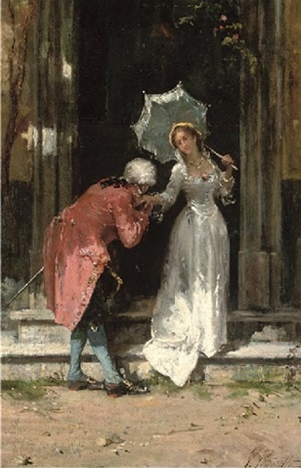
Приветствие жениха
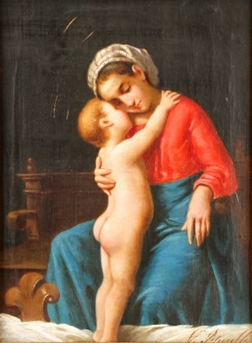
Мать с ребёнком
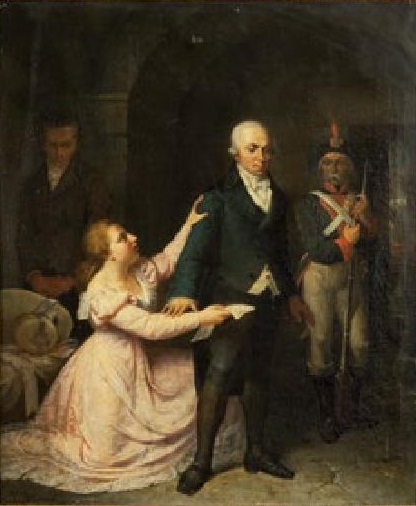
Арест

## Выставки
Винченцо Петрочелли и его работы участвовали в выставках::
- Юсупов Николай Борисович, Москва, 1851, 64,5 х 47,5 см, масло (приобретено из музея Эрмитаж) ;
- Продажа Сан-Даниэле королеве Изабелла II (Изабелла II Испанская перед ночью Святого Даниэле), 1865, 68 х 104 см, масло ;
- Смерть Галеаццо Сфорца, 1848 ;
- Изабелла Флорентийская, 1848 ;
- Дженевра, преклоняющая колени в часовне св. Урсулы в Барлетте, 1848 ;
- Семья неофитов, застигнутая преторианской стражей, 1851 ;
- Портрет мужчины, 1861 ;
- Заговорщики в ожидании герцога де Гиза ;
- Совет трёх ;
- Неофиты в катакомбах ;
- Ласки дедушке ;
- Сюрприз преторианской стражи ;
- Тело Карла Смелого (Карл Смелый) найдено после битвы при Нанси ;
- Заговорщики ожидают Генриха I, герцога де Гиза ;
- Бурбоны в монастыре кармелиток в Катании ;
- Мария Фаллеро ;
- 1873 ;
- Весна ;
- Кило ;
- Перед проповедью ;
- Медовый месяц, 1873 ;
- Мои приключения, 1886;
- Борбонская выставка, 1839, 1841, 1848, 1851 ;
- Выставка в Турине, 1861 ;
- Неаполитанская Промотрица, с 1862 по 1896 ;
- Выставка в Генуе, с 1873 по 1882 ;
- Милан, 1873 ;
- Милан, 1886 ;
- Национальная выставка в Неаполе, 1877 ;

## Выставки искусства
- Mostra Borbonica, 1839
- Mostra Borbonica, 1848: Смерть Галеаццо Сфорца, Изабелла из Флоренции (кат. с. 41 № 226, 227), Геневра на коленях (с. 41 № 224)
- Mostra Promotrice napoletana: Граф Лестър и его жертва (кат. с. 14 № 124)
- Mostra Promotrice napoletana 1864: Отверженные Виктора Гюго, Жан Вальжан (в каталоге с. 10 № 97)
- Mostra Promotrice napoletana 1866: Чтение доносов в Венеции (в каталоге с. 9 № 54)
- Mostra Promotrice 1873: Весна, Килограмм и Перед проповедью (кат. с. 8 № 70, 82, с. 11 № 151)
- Mostra Promotrice 1874: Надежды, На вечерне (кат. с. 10 № 143, с. 11 № 168)
- Mostra Promotrice 1875: Восточная балерина (кат. с. 8 № 68)
- Mostra Promotrice 1876: Любовь к учебе (кат. с. 6 № 33)
- Mostra Promotrice 1886: Мои приключения (кат. с. 42 № 68)
- Mostra Promotrice 1893: Спокойной ночи (кат. с. 11 № 89)
- Mostra Promotrice 1896 (посмертная): Жаждущий и Эскиз (кат. с. 14 № 65, с. 17 № 116)
- Mostra Nazionale di Napoli, 1877: Любимица султана (кат. с. 53 № 694)